# Kotjärnen (Nås socken, Dalarna)
Kotjärnen är en sjö i Vansbro kommun i Dalarna och ingår i Göta älvs huvudavrinningsområde.